# Bethsabée
Pour les articles homonymes, voir Bethsabée (homonymie).
בת שבע
Compléments
Contemporaine du prophète Samuel
Bethsabée (en hébreu : בת שבע, Bathsheva ou Bathsheba, ce qui peut se traduire comme « septième fille » ou « fille du serment ») est l'épouse d'Urie le Hittite puis du roi David. Elle est la mère d'un enfant non nommé, de Salomon, Samoua, Sobab et Nathan. Son personnage apparaît dans le Deuxième Livre de Samuel, au chapitre 11, et dans le premier chapitre du livre des Rois.

## Récit biblique
Elle est la fille d'Ammiel et la femme d'Urie le Hittite. Le roi David, se promenant sur la terrasse de son palais, aperçoit Bethsabée en train de se baigner. Bien qu'il ait appris qu'elle était mariée à Urie, l'un de ses soldats partis assiéger une ville, il fait enlever cette femme et couche avec elle. Celle-ci se trouve enceinte et le lui fait savoir. David rappelle le mari de Bethsabée de la guerre pour qu'il dorme avec sa femme, celui-ci refuse. Le roi pousse alors le commandant de son armée, Joab, à lancer une attaque dans le but de faire périr Urie au combat, ce qui se produit.
Après la période de deuil, David épouse Bethsabée et l'enfant de leur union naît. Le prophète Nathan apprend alors à David que cette façon de faire a déplu à Dieu et qu'en châtiment, ce n'est pas ce fils aîné de David qui héritera du trône, mais un autre fruit de la semence que David a plantée en Bethsabée, au terme de luttes qui décimeront la famille royale. David implore le pardon de Dieu, l'enfant de Bethsabée tombe malade et David jeûne plusieurs jours, jusqu'à la mort de l'enfant. David réconforte Bethsabée.
Un nouvel enfant naît, appelé par David Salomon (pacifique). À la fin de la vie de David, Bethsabée, alliée au prophète Nathan, obtient du roi qu'il reconnaisse Salomon comme son héritier légitime et le fasse monter sur le trône d'Israël.
Zorobabel est un descendant de Salomon fils de David et Bethsabée

## Bethsabée et Achitophel
Bethsabée est la fille d'Eliam (appelé aussi Ammiel), et Eliam, un des hommes forts de David (en), est le fils d'Achitophel le conseiller du roi David. En considérant que ces deux Eliam sont le même personnage, alors Achitophel est le grand-père paternel de Bethsabée.

## Personnages de Bethsabée dans l'art

### Dans la peinture

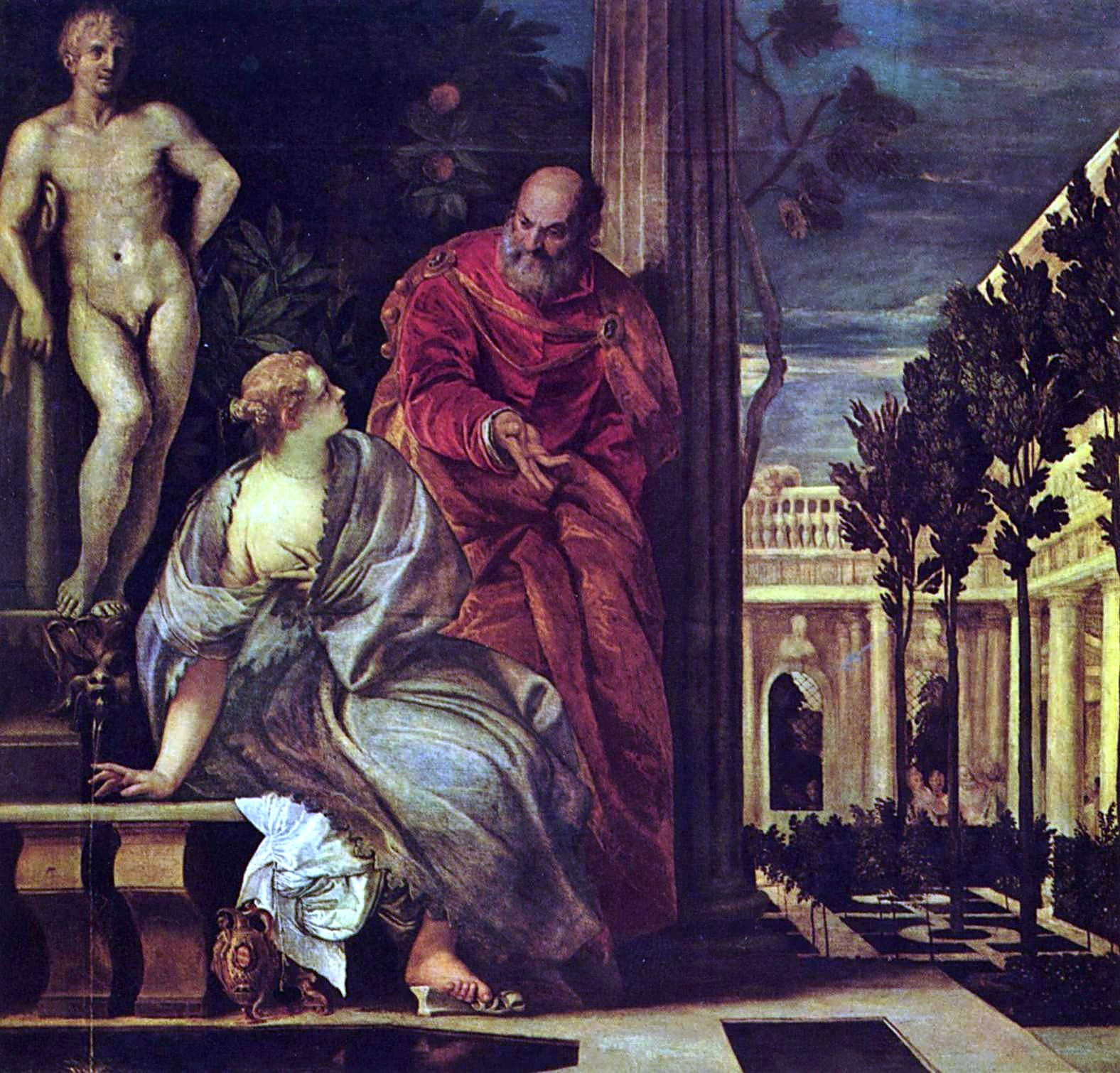
Paul Véronèse, Bethsabée au bain.

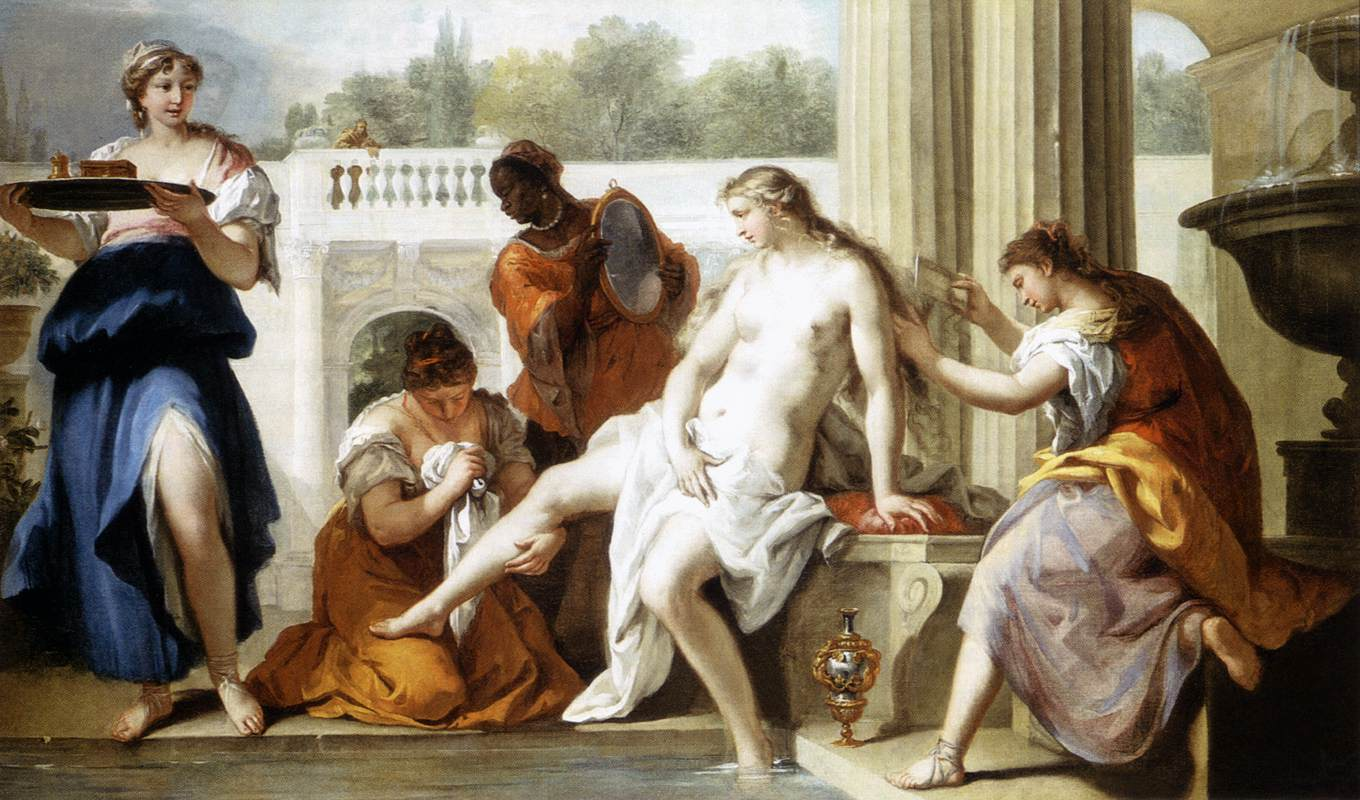
Bethsabée au bain, 1724,
Sebastiano Ricci,
musée des Beaux-Arts de Budapest.

La scène de la vie de Bethsabée la plus représentée est celle où, alors qu'elle est au bain, on lui apporte la lettre de David qui dit vouloir la prendre pour femme.
- La Bethsabée  de Franciabigio (1482-1525) est conservée à Dresde.
- La Bethsabée de Jean-Léon Gérôme (1824-1904).
- Dans le David et Bethsabée, de 1562 en bois de Jan Matsys (musée du Louvre, Paris), David envoie à Bethsabée un de ses serviteurs pour lui déclarer son amour ; on remarque que le serviteur pointe son maître du doigt. Ce dernier se trouve sur la terrasse au second plan.
- La Bethsabée au bain, tempera et huile sur panneau (1485) de Hans Memling se trouvant à la Staatsgalerie de Stuttgart.
- La Bethsabée au bain de Paul Véronèse, peinte en 1575 et conservée au musée des Beaux-Arts de Lyon est différente et certains affirment qu'il s'agit en fait de Suzanne, autre personnage biblique.
- La Bethsabée au bain de Cornelis Cornelisz van Haarlem (1562-1638), peinte en 1594 qui se trouve au Rijksmuseum à Amsterdam.
- Dans d'autres tableaux, c'est une servante qui lui annonce l'amour que lui porte David, comme Bethsabée au bain, en 1625-1670, de Jacob van Loo (musée du Louvre, Paris).
- Deux tableaux peints au cours de l'année 1654, illustrent la scène : Bethsabée recevant la lettre de David, de Willem Drost et Bethsabée au bain tenant la lettre de David, de Rembrandt.
- La Bethsabée au bain (en) de Sebastiano Ricci, de 1724 est conservée au musée des Beaux-Arts de Budapest[15]
- Dans la version de Jean-François de Troy de 1727 exposée au musée des Beaux-Arts d'Angers, David est représenté à l'arrière-plan, alors que Bethsabée s'occupe de sa toilette.
- On peut aussi signaler la Bethsabée de Karl Brioullov (1799-1852), Rome).
- L'histoire de Bethsabée a également inspiré à Gustave Moreau une aquarelle (Cabinet des arts graphiques, Musée du Louvre).
- Le David et Bethsabée de Marc Chagall nous donne à voir les visages en fusion des deux amants, symbole également des deux faces de tout et son contraire, du masculin et du féminin. Deux anges bienveillants les protègent.

### Dans la littérature
- Bethsabée est un roman de Pierre Benoit (1938).
- Bethsabée est un roman de Torgny Lindgren (1986 – prix Femina étranger).
- Bethsabée (ou l'éloge de l'adultère)  (ISBN 2-266-16353-1) est un roman de Marek Halter.
- Au plus fort de la bataille, paru en 2014, est un roman de Jean-François Roseau qui transpose l'histoire de Bethsabée dans le contexte de la Première Guerre mondiale. Le titre de ce roman est tiré de l'Ancien Testament, lorsque David ordonne à Joab d'envoyer Urie à la mort : « Mettez Urie en première ligne au plus fort de la bataille, puis reculez derrière lui, qu'il soit frappé et qu'il meure. » (2Sa 11. 1-26).
- Chester Brown adapte l'épisode de Bethsabée en bande dessinée dans son ouvrage Marie pleurait sur les pieds de Jésus (en)[16].
- Le Chant de Bethsabée est un poème célèbre de George Peele illustrant la pensée fatrasique de la Renaissance.
- Bathsheba est le nom d'une héroïne du roman Loin de la foule déchaînée, de Thomas Hardy.
- Bethsabée est le personnage principal du roman "La Fille aux semelles de vent", de Jean-Michel Lecocq, Edition des Libertés, 2024,

### Dans la musique
- Dans la chanson célèbre Hallelujah du chanteur Leonard Cohen, il est fait référence à Bethsabée (You saw her bathing on the roof / Her beauty and the moonlight overthrew ya), mais elle n'est pas nommée.
- Nascimo et Bethsabée est une chanson de Jacques Higelin
- Bathsheba & Him est une chanson de l'album &, Part 4 de Bastille. Elle présente l'histoire du point de vue de Bethsabée.

### Au cinéma
- Bethsabée est un film de Léonide Moguy (1947) adapté du roman de Pierre Benoit.
- David et Bethsabée est un péplum d'Henry King.
- Loin de la foule déchaînée, de Thomas Vinterberg, est une adaptation cinématographique du roman de Thomas Hardy.

### Dans la tapisserie
- Le récit biblique est illustré par l'exceptionnelle tapisserie David et Bethsabée exposée au Musée national de la Renaissance d'Écouen, sans doute la tapisserie la plus connue de l'époque Renaissance. Cette œuvre massive fut tissée à Bruxelles entre 1510 et 1515. Constituée d'une suite de 10 pièces, la tapisserie David et Bethsabée est longue de 75 m et haute de 4,5 m (totalisant donc 340 m2). Le nom de ses auteurs demeure inconnu. C'est l'une des principales œuvres d'art exposée au musée national de la Renaissance.
- Une tapisserie des Flandres du musée Calvet à Avignon, représente l'histoire de Bethsabée.
- La tapisserie "Assomption ou Couronnement de la Vierge" des Tentures de la Vie de la Vierge reprend une scène de la bible dnas laquelle Bethsabée, mère de Salomon, reçoit de son fils la couronne impériale.